# Там, где видны фабричные трубы
«Там, где видны фабричные трубы» (яп. 煙突の見える場所, Энтоцу-но миэру басё; англ. Where Chimneys Are Seen) — чёрно-белый фильм-драма режиссёра Хэйноскэ Госё, вышедший на экраны в 1953 году. Экранизация одноимённой повести Риндзо Сиина. На III Международном кинофестивале в Западном Берлине фильм удостоен специального приза сената Западного Берлина с формулировкой: за лучший фильм, борющийся за свободу.

## Сюжет
Название фильма отсылает к беднейшему кварталу Китасэндзю в Токио, где набор огромных дымовых труб привычная картина для обитателей этого поселения. В зависимости от точки зрения смотрящего и места, с которого он наблюдает за трубами, их может быть то две, то три, а то и четыре. Так и в жизни — проблем может быть сколько угодно, смотря с какой точки зрения…
История развивается вокруг четырёх главных героев: Рёкити Огата — скромный служащий в одном из магазинов по продаже носков, его жена Хироко, чей предыдущий брак был неофициально расторгнут по причине исчезновения её первого мужа во время бомбёжек Второй мировой войны. И их двух квартирантов — Кэндзо, серьёзного и добродушного таможенного чиновника, а также Сэнко, привлекательной молодой особы, работающей диктором на уличной радиостанции.
Лёгкий и шутливый изначально тон повествования киноленты внезапно прерывается драматической ситуацией, когда в дом к Огата подбрасывается ребёнок с запиской от Цукахары, бывшего супруга Хироко. Оказывается он выжил после бомбёжек и обзавёлся новой женой, которая и родила ему этого ребёнка. Но крайняя нищета и неспособность прокормить младенца вынуждают их найти дом Хироко и подкинуть ей малютку. Обеспокоенный за незаконный брак с замужней женщиной, Рёкити не решается обратиться в полицию для разрешения этой ситуации. А Хироко, хоть и пытается уверить, что это отнюдь не её ребёнок, тем не менее, начинает ухаживать за малышкой.
И хотя появление младенца изначально создаёт напряжённость между супругами, но, в конечном счете, именно появление этой малютки становится символом их объединения. А когда девочка заболевает, то все обитатели дома, включая и собирающихся пожениться квартирантов Кэндзо и Сэнко принимают участие в её судьбе. Они так привязываются к малышке, что решают сообща воспитывать её, даже не обращая внимания на тот факт, что подкинувшая малютку мамаша может в любой момент забрать её назад.

## В ролях
- Кинуё Танака — Хироко Огата
- Кэн Уэхара — Рёкити Огата
- Хидэко Такаминэ — Сэнко Адзума
- Хироси Акутагава — Кэндзо Куба
- Тиэко Сэки — Юкико Икэда
- Ранко Ханаи — Кацуко Исибаси
- Такэси Сакамото — Токудзи Кавамура
- Харуо Танака — Тюдзи Цукахара
- Эйко Миёси — Ранко
- Кумэко Урабэ — Кайо Нодзима

## Премьеры
...Фильм – пример мастерства Хэйноскэ Госё в переносе на экран так называемой «чистой литературы» (именно это понятие японцы противопоставляли коммерческой беллетристике). Автор повести, по которой снят фильм, - Риндзо Сиина (1911-1973). Его имя связывают, прежде всего, с феноменом японской католической литературы. В своё время Сиина испытал сильное влияние французского экзистенциализма. Фильм полон веры в естественную доброту человека, и это сыграло не последнюю роль в его успехе на Берлинском МКФ в 1953: он получил Специальный приз Берлинского Сената. Как отмечает исследователь М.Теракопян, по жанру этот фильм – сёмингэки в классическом виде, все его мельчайшие детали собираются в единую картину жизни промышленного района Токио.
- — 5 марта 1953 года состоялась национальная премьера фильма в Токио[2].
- — европейская премьера фильма состоялась в июне 1953 года на III МКФ в Западном Берлине[2].

## Награды и номинации
III международный кинофестиваль в Западном Берлине (1953)
- Специальный приз сената Западного Берлина за лучший фильм борющийся за свободу

Кинопремия Голубая лента (1954)
- Премия за лучшую операторскую работу 1953 года — Мицуо Миура.

Кинопремия «Майнити» (1954)
- Премия за лучшую мужскую роль второго плана — Хироси Акутагава
- Премия за лучший саундтрек — Ясуси Акутагава

Премия журнала «Кинэма Дзюмпо» (1954)
- Номинация в категории «Лучший фильм года» (по результатам голосования занял четвёртое место).